# Troldebakkerne Station
Troldebakkerne Station er en jernbanestation på Gribskovbanen, der ligger nord for Helsinge i Gribskov Kommune. Stationen åbnede ved køreplansskiftet 12. december 2021, hvor den erstattede Laugø Station, ca. 1 km mod nordvest.
Troldebakkerne blev forberedt i forbindelse med en udskiftning af sporet mellem Helsinge og Tisvildeleje i efteråret 2019, hvor der blev opsat en perronforkant. De egentlige anlægsarbejder begyndte i begyndelsen af september 2021, hvor Lokaltog anlagde resten af perronen ved Laugøvej. Gribskov Kommune står for en cykelsti fra Valbyvej.
Stationen kommer til at betjene den nye bydel Troldebakkerne, hvor der skal etableres ca. 700 boliger.